# Diocèse de Grand Rapids
Le diocèse de Grand Rapids (en latin: Dioecesis Grandormensis) est un territoire ecclésiastique de l'Église catholique aux États-Unis, suffragant de l'archidiocèse de Détroit. Son évêque actuel est David Walkowiak qui siège à la cathédrale Saint-André de Grand Rapids, depuis 2013.

## Territoire
Le territoire du diocèse comprend une partie de l'État du Michigan, regroupant les comtés de Kent, Ionia, Lake, Mason, Mecosta, Montcalm, Muskegon, Newaygo, Oceana, Osceola et Ottawa pour une superficie de 17 592 km2.

## Historique
Le diocèse a été érigé canoniquement le 19 mai 1882, recevant son territoire du diocèse de Détroit après que son évêque, Caspar Henry Borgess ait demandé au Saint-Siège la partition de son territoire. Il est à l'origine suffragant de l'archidiocèse de Cincinnati. Il  devient suffragant du nouvel archidiocèse de Détroit, le 22 mai 1937.
Il cède des portions de son territoire le 26 février 1938 à l'avantage du nouveau diocèse de Saginaw ; et le 19 décembre 1970 à l'avantage des nouveaux diocèses de Kalamazoo et de Gaylord.

## Statistiques
Selon l'annuaire pontifical de 2007 :
- Nombre d'habitants en 2006 : 1 308 000
- Nombre de baptisés en 2006 :   166 000
- Nombre de prêtres en 1966 : 275, dont 52 réguliers (maximum historique), soit un prêtre pour 688 baptisés (avant la cession de territoires)
- Nombre de prêtres en 2006 : 136, dont 15 réguliers, soit un prêtre pour 1 220 baptisés
- Nombre de diacres permanents en 2006 : 48
- Nombre de religieuses en 1966 : 1 098 (maximum historique, avant la cession de territoires)
- Nombre de religieuses en 2006 :   249
- Nombre de paroisses en 1950 : 162 (maximum historique)
- Nombre de paroisses en 1966 : 130 (avant la cession de territoires)
- Nombre de paroisses en 2006 : 90 (à peu près stable depuis 1980)

## Ordinaires
- Liste des évêques de Grand Rapids

## Source
- (it) Cet article est partiellement ou en totalité issu de l’article de Wikipédia en italien intitulé « Diocesi di Grand Rapids » (voir la liste des auteurs).